# Club Atlético Progreso
Il Club Atlético Progreso, meglio noto semplicemente come Progreso, è una società calcistica di la Teja, un quartiere di Montevideo, in Uruguay.

## Storia
Campione nazionale nel 1989, il club giallorosso non è più riuscito a tornare ai fasti del passato, conoscendo anche la retrocessione in Segunda División Profesional. Nella stagione 2009-2010 ha sfiorato la promozione nella prima divisione, ma è stato battuto in semifinale dal Miramar Misiones. L'anno seguente il club non è stato ammesso al campionato di seconda divisione, per ragioni finanziarie. Riammesso in Segunda División l'anno seguente, nel 2011-2012 viene promosso nella Primera División Profesional, dove milita tuttora.
Nell'arco della sua storia il club ha partecipato per 2 volte alla Coppa Libertadores (nel 1987 e nel 1990).

## Palmarès

### Competizioni nazionali
- Campionato uruguaiano: 1

1989
- Segunda División Profesional de Uruguay: 3

1945, 1979, 2006
- Segunda División Amateur de Uruguay: 2

1975, 1978
- Divisional Intermedia de Fútbol de Uruguay: 4

1938, 1939, 1956, 1963

### Altri piazzamenti
- Campionato uruguaiano:

Terzo posto: Clausura 2019
- Segunda División Profesional de Uruguay:

Secondo posto: 2001
Terzo posto: 2011-2012, 2017
- Copa Uruguay:

Semifinalista: 2022

## Organico

### Calciatori in rosa
Aggiornato al 29 settembre 2019
| N. |                    | Ruolo | Calciatore          |
| -- | ------------------ | ----- | ------------------- |
| 1  | Uruguay (bandiera) | P     | Nicola Pérez        |
| 2  | Uruguay (bandiera) | D     | Javier Méndez       |
| 3  | Uruguay (bandiera) | D     | Carlos Canobbio     |
| 6  | Uruguay (bandiera) | D     | Emilio Zeballos     |
| 7  | Uruguay (bandiera) | A     | Juan Martín Gonella |
| 8  | Uruguay (bandiera) | A     | Rafael Melo         |
| 9  | Uruguay (bandiera) | A     | Gustavo Alles       |
| 10 | Uruguay (bandiera) | C     | Joaquín Gottesman   |
| 11 | Uruguay (bandiera) | A     | Federico Millacet   |
| 12 | Uruguay (bandiera) | P     | Leonardo Machado    |
| 13 | Uruguay (bandiera) | C     | Mathías Riquero     |
| 14 | Uruguay (bandiera) | A     | Alexander Rosso     |
| 15 | Uruguay (bandiera) | D     | Martín Marta        |
| 17 | Uruguay (bandiera) | D     | Emanuel Gularte     |
| 18 | Uruguay (bandiera) | D     | Gonzalo Castillo    |

| N. |                      | Ruolo | Calciatore        |
| -- | -------------------- | ----- | ----------------- |
| 20 | Uruguay (bandiera)   | C     | Gonzalo Andrada   |
| 21 | Uruguay (bandiera)   | C     | Maicol Rodríguez  |
| 22 | Argentina (bandiera) | C     | Esteban González  |
| 24 | Uruguay (bandiera)   | D     | Mauro Picerno     |
| 25 | Uruguay (bandiera)   | D     | Mauricio Loffreda |
| 26 | Uruguay (bandiera)   | A     | Julián Lalinde    |
| 27 | Uruguay (bandiera)   | C     | Rodrigo Viega     |
| 28 | Uruguay (bandiera)   | D     | Danilo Asconeguy  |
| 29 | Uruguay (bandiera)   | A     | Rodrigo Vidal     |
| 30 | Uruguay (bandiera)   | C     | Joel Lew          |
| 31 | Uruguay (bandiera)   | C     | Agustín González  |
| 32 | Uruguay (bandiera)   | P     | Federico Mesner   |
| 33 | Uruguay (bandiera)   | P     | Nahuel Suárez     |
| —  | Uruguay (bandiera)   | C     | Joaquín Gottesman |
| —  | Uruguay (bandiera)   | C     | Anthony Sosa      |